# Ingibjörg H. Bjarnason
Ingibjörg H. Bjarnason (14 de diciembre de 1867 – 30 de octubre de 1941) fue una política, sufragista, maestra de escuela y gimnasta de Islandia. Fue la primera mujer en integrar el Alþingi, el parlamento islandés.

## Biografía
Ingibjörg nació en Þingeyri, Islandia, en 1867, su padres fueron Hakon Bjarnason y Johanna Kristin Þorleifsdóttir, y tuvo cuatro hermanos. Cuando era adolescente, su padre murió y se trasladó a Reikiavik y asistió a la Universidad de Mujeres de Reikiavik ("Kvennaskólinn í Reykjavík"). Se graduó en la universidad en 1882 y se trasladó a Dinamarca a estudiar gimnasia. Regresó a Reikiavik en 1893 a enseñar gimnasia en una escuela, y en 1903 regresó a la Universidad de Mujeres como maestra. Accedió al cargo de directora en 1906 y se mantuvo en el cargo por 35 años hasta su muerte.

## Carrera política
Se involucró inicialmente en el movimiento por el sufragio femenino en 1894. En 1915, cuando las mujeres en Islandia conquistaron el derecho al voto, Ingibjörg fue elegida por una organización feminista para acceder el parlamento y fue designada com líder de un comité que juntó los fondos necesarios para construir el Hospital de la Universidad de Islandia, a fin de celebrar el triunfo de las sufragistas. Lideró un movimiento de mujeres precursor del partido político feminista Lista de Mujeres, y en 1922 fue resultó elegida como miembro del parlamento. Se transformó así en la primera mujer en integrar el Alþingi. En 1924 se unió al Partido Conservador de Islandia y permaneció en el parlamento hasta 1927. Durante su carrera política promovió los derechos de las mujeres y los niños.
Luego de retirarse como parlamentaria, permaneció activa en el movimiento feminista de Islandia y en 1930 fue fundadora y presidente de la organización de mujeres "Kvenfélagasambands Íslands". Recibió críticas de algunas mujeres por su alineamiento al Partido Conservador, por apoyar causas como el establecimiento de una escuela de economía doméstica, y por sugerir que las mujeres islandesas habían alcanzado la igualdad completa cuando accedieron al derecho al voto en 1915. También participó en el comité del Landsbanki de 1928 a 1932, y fue miembro del Concejo de Educación de Islandia de 1928 a 1934. Murió en octubre de 1941.

## Legado
En noviembre de 2011, 70 años después de la muerte de Ingibjörg, se anunció la aprobación por parte del Concejo Municipal de Reikiavik para construir un monumento de homenaje permanente en su honor. Se realizó una celebración en el Alþingi en julio de 2012 para celebrar el 90 anuversario de la elección que llevó a Ingibjörg al parlamento.